# برایان مکهیل
برایان جی مک هیل نظریه پرداز انجمن علمی و ادبی ایالات متحده است که در زمینه های مختلف داستان و شعر، عمدتاً مرتبط با پست مدرنیسم (یا پسانو گرایی) و نگرش روایتی، می نویسد. او در حال حاضر استاد برجسته علوم انسانی زبان و ادبیات انگلیسی در دانشگاه ایالتی اوهایو است . حوزه تخصص او ادبیات قرن بیستم انگلیس و آمریکا است. 

## تحصیلات
مک هیل در پیتسبورگ، پنسیلوانیا بزرگ شد. او لیسانس خود را از دانشگاه براون در سال 1974 و دکترای خود را از دانشکده مرتون ، آکسفورد در سال 1979 دریافت کرد. او محقق رودز است . 

## حرفه
برایان جی مک هیل سردبیر مجله اشعار امروز: مجله بین‌المللی برای تحلیل و نگرش ادبیات و ارتباطات است. او در دانشگاه تل آویو و دانشگاه ویرجینیای غربی تدریس کرده است؛ وی به عنوان استاد میهمان در دانشگاه های پیتسبورگ، دانشگاه فرایبورگ (آلمان) و دانشگاه کانتربری (نیوزیلند) حضور داشت. مک هیل از سال 2009 تا 2011، در دانشگاه شانگهای جیائو تانگ، چین استاد افتخاری بود. او پیش از این سردبیر همیار و کمک ویراستار بود (تا سال 2004) و از سال 2015 سردبیر فعلی مجله اشعار امروز است. وی با جیمز فلان و دیوید هرمان بنیانگذار پروژه روایت است، که این ابتکاری در دانشگاه ایالتی اوهایو به شمار می آید. او رئیس قبلی (2011) انجمن مطالعه هنرهای حال حاضر و رئیس انجمن بین‌المللی مطالعه روایت (ISSN) است.
او نویسنده داستان های پست مدرنیست (1987)، بوجود آورنده پست مدرنیسم (1992)، و تعهد نسبت به دشواری کل (2004)، و مقدمه ای بر پست مدرنیسم (2015) از مطبوعات کمبریج است. وی به همراه راندال استیونسون از مجله ادینبورگ به سوی ادبیات قرن بیستم به زبان انگلیسی (2006) کمک ویراستار می باشد، و مجله روتلج به سوی ادبیات تجربی را به همراه جو بری و آلیسون گیبونز (2012) و مجله کمبریج به توماس پینچون را با همکاری اینگر اچ دالسگارد و لوک هرمان ویرایش کردند (2012). او نوشته است "پست مدرنیسم چه بود؟" بایگانی‌شده  در ۱۸ ژوئیه ۲۰۱۸ توسط Wayback Machine . او همچنین در مورد طنین فرهنگی آلیس در سرزمین عجایب، که آن را نمادی از پست مدرنیسم می داند، نوشته است. 